# Logarithmentafel

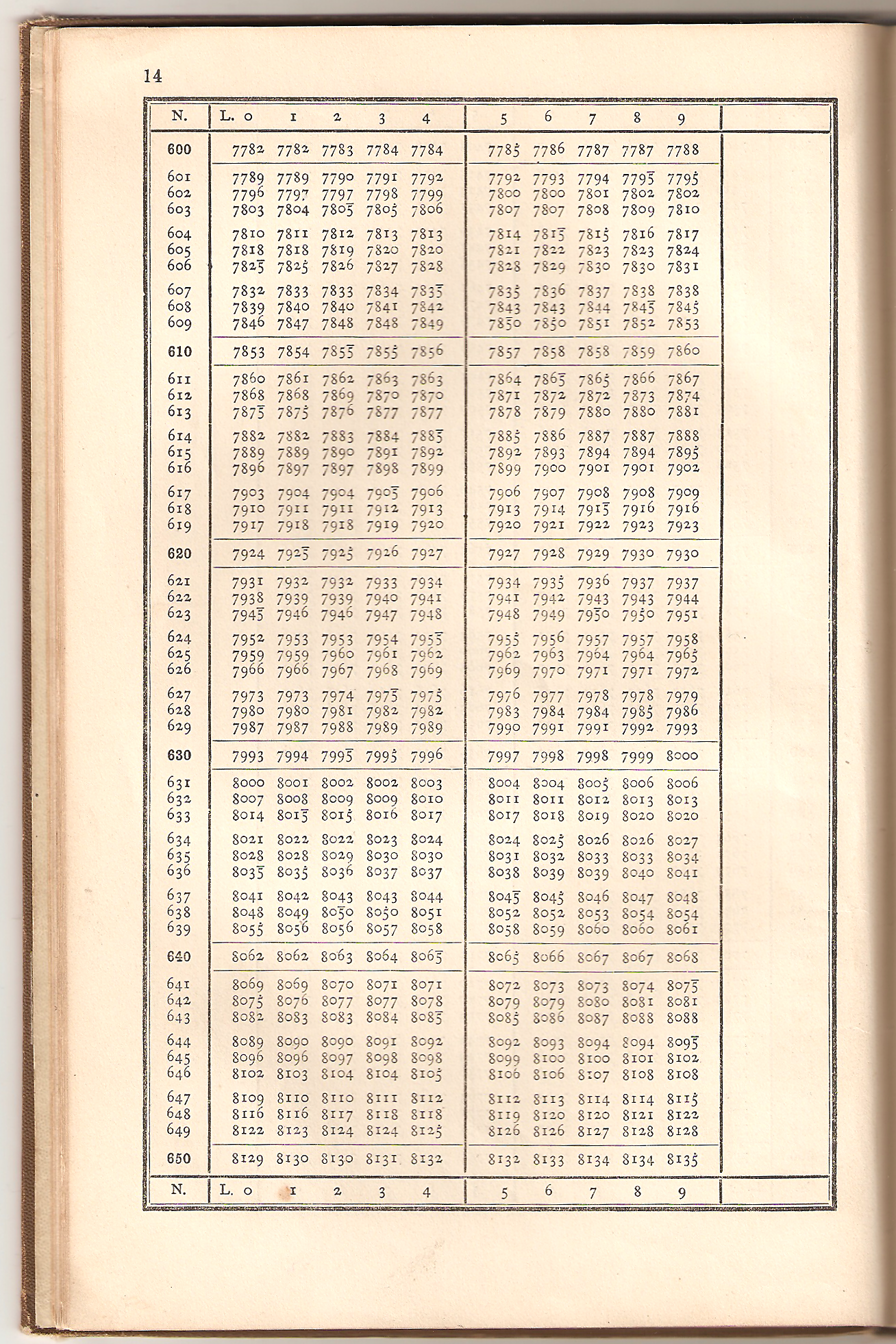
Seite einer vierstelligen Logarithmentafel von 1912

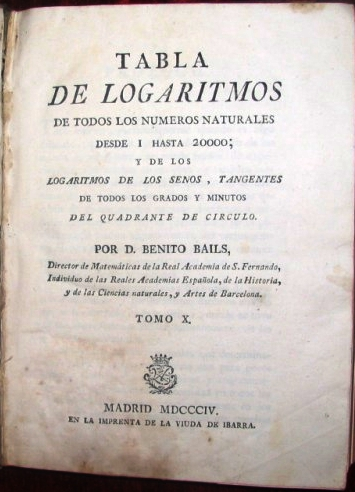
Logarithmentafel von 1804

Logarithmentafel oder Logarithmische Rechentafel nennt man eine tabellarische Darstellung der Mantissen von Logarithmen. Eine genauere Logarithmentafel läuft typisch über mehrere Seiten eines Buchs.
Logarithmentafeln waren über Jahrhunderte ein wichtiges Rechenhilfsmittel, besonders im natur- und ingenieurwissenschaftlichen Bereich. Viele Berechnungen in der Schulmathematik, z. B. das Ziehen von schwierigen Wurzeln, konnten nur mit ihrer Hilfe durchgeführt werden. Die Erfindung und weite Verbreitung von Taschenrechnern und Computern hat die Verwendung von Logarithmentafeln, ähnlich wie die von Rechenschiebern, innerhalb weniger Jahre praktisch völlig überflüssig gemacht.
Häufigste Tafeln waren der dekadische Logarithmus (zur Basis 10) in der Auflösung von 1,00 bis 9,99.

## Geschichte
Zur Geschichte der Logarithmen siehe den Hauptartikel Logarithmus: Geschichte.
John Napier gab mit seinem Werk Mirifici Logarithmorum Canonis Descriptio 1614 als erster eine Logarithmentafel heraus und gilt als deren Erfinder. Dabei ging es ihm anfangs um die einfachere und genauere Benutzung der damals benutzten trigonometrischen Tafeln. In einem Anhang Constructio dachte Napier daran, eine feste Basis zu nehmen, was sein Freund Briggs bald tat.
Jost Bürgi war an der Einführung und Entwicklung der Dezimalzahlen, die für das praktische Rechnen nötig waren, beteiligt und berechnete unabhängig von Napier die erste Logarithmentafel 1603–11. Kepler drängte ihn mehrfach, sie zu veröffentlichen, was aber erst 1620 unter Arithmetische und geometrische Progresstabuln, nach Napier, geschah. Als Mitarbeiter von Johannes Kepler verwendete er die erstellten Logarithmentafeln für astronomische Berechnungen. Diese Tafeln waren rein numerisch. Bürgi konnte schon systematische Fehler vermeiden, indem er Stützstellen (pivot) unabhängig berechnete.
Henry Briggs führte 1624 als einheitliche Basis die 10 ein. Er konnte seine Tafel – hier waren die Logarithmen der Zahlen von 1 bis 20.000 und von 90.000 bis 100.000 auf 14 Stellen genau aufgeführt – nicht mehr selbst fertigstellen. Sie wurde vom niederländischen Verleger Adriaan Vlacq und Ezechiel de Decker 1627/28 in den Niederlanden vollständig herausgegeben. Die vlacqschen Tafeln enthielten relativ geringe 603 Fehler.
Sie verdrängten die napierschen Tafeln völlig und ließen für Keplers Chilias logarithmorum 1624 kein Interesse mehr aufkommen.
Tafeln wurden mittels Potenzieren berechnet. Erst nach Erfindung der Infinitesimalrechnung boten sich immer mehr konvergente Reihen zur Berechnung an.
Man hatte mit Nicolaus Mercator die Möglichkeit, Reihen (1668 für {\displaystyle \ln(1+x)}) zur Berechnung heranzuziehen, dennoch dauerte es über 100 Jahre, bis Jurij Vega 1783 seinen Thesaurus logarithmourum completus fast fehlerfrei herausbrachte, die die bekannteste Tafel war und für fast alle niederstelligeren die Grundlage bildete. Carl Bremiker verbesserte die vegaschen Tafeln (Vega-Bremiker).

## Gebrauch
Logarithmentafeln erlauben es, die Multiplikation und Division von Zahlen auf die einfachere Addition und Subtraktion zurückzuführen.
Bevor es mechanische oder elektrische Rechenmaschinen gab, erleichterten Logarithmentafeln das Rechnen ungemein. So waren Logarithmentafeln in der Schule unter anderem im Mathematik- und Physikunterricht der Oberstufe unverzichtbare Begleiter.
Das Produkt zweier Zahlen {\displaystyle a} und {\displaystyle b} wird aufgrund des Logarithmengesetzes
{\displaystyle \log _{x}(a\cdot b)=\log _{x}a+\log _{x}b}
dadurch berechnet, dass der Logarithmus der Zahl {\displaystyle a} zur Basis {\displaystyle x} und derjenige der Zahl {\displaystyle b} zur Basis {\displaystyle x} in der Tabelle nachgeschlagen wird.
Die Summe der beiden Logarithmen wird gebildet und in der Tabelle gesucht.
Die diese Summe als Logarithmus ergebende Zahl ist dann das Produkt von {\displaystyle a} und {\displaystyle b}.
Mit Hilfe einer Logarithmentafel lassen sich Rechenoperationen auf die nächsteinfachere Operation zurückführen: Multiplikation auf Addition, Division auf Subtraktion, Potenzieren auf Multiplikation und Radizieren (Wurzelziehen) auf Division. Diese Rückführungen beruhen auf den folgenden Logarithmengesetzen:
{\displaystyle {\begin{aligned}\log _{x}(a\cdot b)&=\log _{x}a+\log _{x}b;&&a,b\in \mathbb {R} ^{+}\\\log _{x}\left({\frac {a}{b}}\right)&=\log _{x}a-\log _{x}b;&&a,b\in \mathbb {R} ^{+}\\\log _{x}(a^{b})&=b\cdot \log _{x}a;&&a\in \mathbb {R} ^{+},\ b\in \mathbb {R} \\\log _{x}{\sqrt[{b}]{a}}&={\frac {1}{b}}\cdot \log _{x}a;&&a\in \mathbb {R} ^{+},\ b\in \mathbb {R} \setminus \{0\}\end{aligned}}}

## Aufbau
Am verbreitetsten waren drei-, vier- und fünfstellige Logarithmentafeln. Je größer die Genauigkeit einer Tafel sein soll, desto größer wird ihr Umfang. In der Schule wurden bis in die 1970er Jahre gewöhnlich vierstellige Logarithmentafeln verwendet.
Einfache dreistellige Logarithmentafeln sind so aufgebaut, dass die ersten beiden Ziffern (also 10 bis 99) den linken Tabellenrand bilden, während die dritte Ziffer (0 bis 9) als Spaltenüberschrift dient.
Der Zahlenbereich von 1,00 bis 9,99 genügt bei Verwendung der Logarithmen zur Basis 10. Es lässt sich nämlich der Logarithmus des Zehnfachen, Hundertfachen usw. einer Zahl berechnen, indem der ganzzahlige Teil entsprechend der Anzahl der Stellen modifiziert wird (Anzahl der Vorkommastellen minus 1). Siehe hierzu das Logarithmengesetz der Multiplikation: {\displaystyle \log _{a}(ax)=\log _{a}(a)+\log _{a}(x)=1+\log _{a}(x)}. Beispiel dazu: Der Logarithmus der einstelligen Zahl 2 ist etwa 0,30103; derjenige der zweistelligen Zahl 20 ist 1,30103; der Logarithmus der dreistelligen Zahl 200 ist 2,30103 usw. Für Zahlen kleiner 1 gilt entsprechend: {\displaystyle \log(0{,}2)\approx -1+0{,}30103=-0{,}69897} und {\displaystyle \log(0{,}02)\approx -2+0{,}30103=-1{,}69897}.
Logarithmen zu Zahlen mit vier geltenden Ziffern lassen sich durch lineare Interpolation ermitteln.
Da Logarithmentafeln als täglich genutzte Werkzeuge angesehen wurden, wurden sie oft um zusätzliche Informationen angereichert. Es wurden Formelsammlungen beispielsweise aus der Geometrie und Trigonometrie aufgenommen, Datensammlungen beispielsweise über die Körper, die unser Sonnensystem bilden, sowie Sterbetafeln als Beispiele demografischer Datensammlungen u. v. a. m.

## Erzeugen
Logarithmentafeln wurden aus Wertelisten der Umkehrfunktion, der Potenzierung, durch Interpolation ermittelt.

## P.P.-Täfelchen
Den Tafeln sind Interpolationstafeln beigegeben für eine lineare Interpolation. P.P. steht für partes proportionales und ist eine lineare Interpolation.
{\displaystyle x=\log _{b}a}
Tafelausschnitt aus dem dekadischen (die Basis {\displaystyle b} ist 10) Logarithmus, Numerus (der Zahlwert {\displaystyle a}) links und oben, Mantisse (gemeint sind hier die Nachkommastellen {\displaystyle x}) rechts für fünfstellige Logarithmen. Die Nachkommastellen werden in Gruppen zu Zweien und Dreien aufgeteilt, rechts stehen die letzten drei Stellen. In anderen Tafeln werden wie hier beispielsweise die 82 nicht wiederholt, sondern nur einmal in die Spalte hingeschrieben und erst, wenn sie sich zu 83 erhöhen, darunter in die Spalte geschrieben:
| N   | 0       | 1   | 2   | 3   | 4   | 5   | 6   | 7   | 8   | 9   |
| --- | ------- | --- | --- | --- | --- | --- | --- | --- | --- | --- |
| 661 | 0,82020 | 027 | 033 | 040 | 046 | 053 | 060 | 066 | 073 | 079 |
| 662 | 0,82086 | 092 | 099 | 105 | 112 | 119 | 125 | 132 | 138 | 145 |

P.P Tafel:
| P.P. | 6   | 7   |
| ---- | --- | --- |
| 1    | 0,6 | 0,7 |
| 2    | 1,2 | 1,4 |
| 3    | 1,8 | 2,1 |
| 4    | 2,4 | 2,8 |
| 5    | 3,0 | 3,5 |
| 6    | 3,6 | 4,2 |
| 7    | 4,2 | 4,9 |
| 8    | 4,8 | 5,6 |
| 9    | 5,4 | 6,3 |

Will man hier eine interpolierte Mantisse für den Numerus 66108 bestimmen, muss man achtmal den Zehnteil der Tafeldifferenz 7 (horizontaler Unterschied der Tafelwerte) addieren, also 5,6 oder 0,000056, und hätte dann aufgerundet: m = 4,82026.
Will man noch eine Stelle hinzufügen, nimmt man Teile der Tabellendifferenz geteilt durch 100 anstatt 10. Dabei sollte nur die letzte Stelle gerundet werden. Für den sechsstelligen Numerus N = 6613,78 im ersten Schritt 4,2, im zweiten 0,48 und erhält dann fünfstellig m = 82040 + 4,2 + 0,48 = 82045, also 3,82045.
Hat man für einen vierstelligen Numerus M = 82116 (3,82116) zwischen M = 82112 und M = 82119, muss N zwischen N = 6624 und N = 6625 sein. Die Tafeldifferenz ist 7, die zusätzliche 4 der Mantisse findet man am ehesten in der Tafel, bei 3,5 also ist der Numerus 6624,5; rundet man 4,2 ab, hieße sie 6624,6. 3,5 kann man noch einmal um 0,49 vergrößern, was in der Tafel 0,07 bedeutete, also heißt der Numerus N schließlich 6624 + 0,5 + 0,07 = 6624,57, was man auf 6624,6 aufrundet.
Wie man sieht, sind Tafeln für die Differenzen 7 und 6 angegeben, da beide in der Tafel vorkommen, 027 bis 033 sind sechs, danach kommt wieder sieben, 033 bis 040.

## Trivia
Logarithmentafeln spielten bei der Entdeckung des Benfordschen Gesetzes (eigentlich von Simon Newcomb) eine Rolle. Die Seite mit der Eins als führender Ziffer wird häufiger benötigt als die anderen Ziffern und nutzte sich daher schneller ab.

## Bekannte Ausgaben
- Vega-Bremiker, siebenstellige Logarithmen und Winkelfunktionen, ab 1795
- Wilhelm Jordan (Geodät), Logarithmen und Hilfstafeln
- Friedrich Gustav Gauß: Fünfstellige vollständige logarithmische und trigonometrische Tafeln. (Über 100 Auflagen seit 1870).
- Friedrich Wilhelm Küster: Logarithmische Rechentafeln für Chemiker, Pharmazeuten, Mediziner und Physiker. 1894; 41.–45. Auflage, hrsg. von Alfred Thiel. Walter de Gruyter & Co., Berlin 1935; 51.–55., verbesserte und vermehrte Auflage ebenda 1942 (in der Reihe Arbeitsmethoden der modernen Naturwissenschaften); 107. Auflage unter dem Titel Rechentafeln für die chemische Analytik.